# 11 minut
11 minut (Engels: 11 Minutes) is een Poolse film uit 2015, geschreven en geregisseerd door Jerzy Skolimowski. De film ging in première op 9 september op het 72ste Filmfestival van Venetië.

## Verhaal
Een jaloerse echtgenoot met zijn aantrekkelijke vrouw die actrice is, een louche filmregisseur, een gedesoriënteerde jonge vrouw, een drugsverslaafde, een worstenverkoper die in de gevangenis gezeten heeft, een onrustige student, een voormalig glazenwasser die een jaartje vrij neemt, een oudere kunstenaar, een team paramedici en een groep nonnen. Dit is een greep uit de hedendaagse stadsbewoners wier levens zich zullen verstrengelen. Hun leven neemt een onverwachte wending in een tijdsspanne van amper 11 minuten.

## Rolverdeling
| Acteur                | Personage |
| --------------------- | --------- |
| Richard Dormer        |           |
| Paulina Chapko        |           |
| Wojciech Mecwaldowski |           |
| Dawid Ogrodnik        |           |
| Andrzej Chyra         |           |

## Productie
De film werd geselecteerd als Poolse inzending voor de beste niet-Engelstalige film voor de 88ste Oscaruitreiking.